# Claire Delamarche
Pour les articles homonymes, voir Delamarche.
Claire Delamarche est une   musicologue, musicienne et traductrice française, née le 27 juillet 1964,.

## Biographie
Formée au Conservatoire national supérieur de musique et de danse de Paris (premier prix d'histoire de la musique en 1986) et à l'École normale de musique de Paris, tout en poursuivant des études universitaires de musicologie, de hongrois et de linguistique, Claire Delamarche a travaillé pour Le Monde de la musique avant d'entrer à l'Orchestre national de Lyon en tant que musicologue et chargée de publications. Elle est conservatrice de l'orgue de l'Auditorium de Lyon,.
Elle a adapté chez First L'opéra pour les nuls en 2006 et a publié une monographie sur Béla Bartók chez Fayard en 2012. Elle écrit des textes musicologiques pour de nombreux orchestres, théâtres et maisons de  disques.

## Publications

### Ouvrages
- Budapest et la Hongrie aujourd'hui, avec Tamás Szende, photos de Michel Gotin, Paris, Jeune Afrique, 1991.
- Guide de la musique sacrée et chorale profane : de 1750 à nos jours, sous la direction de François-René Tranchefort, avec Michel Fleury et Harry Halbreich, Paris, Librairie Arthème Fayard, 1993.
- Cent ans d'orchestre : Orchestre national de Lyon, 1905-2005, avec Philippe Andriot, Olivier Bellamy et Edwige Jamin, Lyon, Bachès, 2005.
- Les grands compositeurs, Paris, First, 2008.
- 100 chefs-d'œuvre de la musique classique, Paris, First, 2009.
- Béla Bartók, préface de Vincent Warnier, postface de Thierry Escaich, Paris, Fayard, 2012[7],[8].

### Adaptations
- La musique classique pour les nuls, par David Pogue et Scott Speck, Paris, First, 2006, nouvelle édition 2022.
- L'opéra pour les nuls, par David Pogue et Scott Speck, Paris, First, 2006, nouvelle édition 2023.

### Traductions
- Ah! le bon vieux temps, suivi de Poèmes de prison, par István Eo͏̈rsi, traduction avec Georges Kassai et Tamás Szende, Paris, Christian Bourgois, 1990.
- L'opéra de A à Z : 2 CD + le dictionnaire de l'opéra en 762 pages, par Keith Anderson, HNH  International Ltd, 2002.